# Iga (prénom)
Pour les articles homonymes, voir Iga.
Iga est un prénom polonais, diminutif de Jadwiga.

## Étymologie
Le prénom Iga est dérivé du germanique Hedwig, composé de hadu, «bataille», et wig, «combat».

## Personnalités portant ce prénom
- Pour l'ensemble des articles sur les personnes portant ce prénom, consulter :
  - la liste des articles dont le titre commence par ce prénom
  - les listes produites par Wikidata : Liste des personnes de prénom « Iga » — même liste en incluant les éventuels prénoms composés qui contiennent « Iga ».